# Tipula (Sinotipula) hingstoni
Tipula (Sinotipula) hingstoni is een tweevleugelige uit de familie langpootmuggen (Tipulidae). De soort komt voor in het Palearctisch en Oriëntaals gebied.